# Sara Shepard
Sara Shepard (Pitsburgh, 8 de abril de 1977) es una escritora y productora estadounidense conocida por la serie de novelas para jóvenes, Pretty Little Liars, The Lying Game (serie) & The Perfectionists, las cuales han sido adaptadas a series de televisión por la cadena estadounidense Freeform.

## Biografía

### Primeros años y carrera
Nació el 8 de abril de 1977 en Filadelfia (Pensilvania, Estados Unidos). Su padre, Bob, era estadounidense; y su madre, Mindy, nació en Toronto. Durante su infancia, Sara creció junto a su hermana, Alison. En 1995, se graduó en el instituto Downingtown West de la ciudad de Downingtown, Pensilvania. Se licenció por la Universidad de Nueva York y más tarde cursó un máster en Bellas Artes (MFA) en el Brooklyn College. Desde 2000-2005, Shepard trabajó en Time, Inc. Costum publicando y produciendo revistas de estilos de vida para clientes corporativos. En 2002, empezó a escribir como autora anónima en su tiempo libre. En 2005, comenzó a escribir sus propios libros. Se mudó de Tucson, Arizona, para regresar al Main Line de Filadelfia con su marido y los perros. Actualmente reside en Pittsburgh, Pensilvania.

### Pretty Little Liars y series de televisión
El 3 de octubre de 2006, Shepard publicó el primer libro de la saga Pretty Little Liars (Pequeñas Mentirosas), el cual estaba un poco basado en su experiencia viviendo en Chester County. La saga se convirtió en un éxito, siendo parte de la lista de los libros más vendidos The New York Times Best Seller list. En 2010 la saga fue adaptada como serie de televisión por ABC Family (ahora bajo el nombre de Freeform), La serie adaptación Pretty Little Liars fue todo un éxito global, convirtiéndose en una de las series para adolescentes más vistas de todos los tiempos, teniendo un total de 7 temporadas y 160 episodios, más tres Spin-off. Pretty Little Liars fue protagonizada por Troian Bellisario, Ashley Benson, Lucy Hale, Shay Mitchell, Sasha Pieterse & Janel Parrish, como Spencer Hastings, Hanna Marin, Aria Montgomery, Emily Fields, Alison DiLaurentis & Mona Vanderwaal, respectivamente. La serie fue transmitida desde el 8 de junio de 2010 hasta el 27 de junio de 2017. Shepard participó en 2 episodios de la serie, "The Homecoming Hangover" interpretando a una profesora sustituta y en "I'm a Good Girl, I Am" como una reportera de noticias. La serie contó con tres Spin-off, incluyendo Pretty Dirty Secrets (protagonizada por Aeriél Miranda, Drew Van Acker & Vanessa Ray), Ravenswood (Tyler Blackburn) y Pretty Little Liars: The Perfectionists (Sasha Pieterse & Janel Parrish), la primera siendo una webserie de 8 episodios, mientras que las dos últimas fueron canceladas tras una temporada de 10 episodios, respectivamente. Pretty Little Liars se ha convertido en la serie más exitosa de la cadena Freeform.
El 7 de diciembre de 2010, Shepard publicó el primer libro de la saga The Lying Game, la cual también se adaptó a una serie de televisión, protagonizada por Alexandra Chando como las gemelas Sutton y Emma. The Lying Game se estrenó el 15 de agosto de 2011 en ABC Family y tuvo un total de 2 temporadas y 30 episodios. La serie fue cancelada debido a que ABC Family se tomo mucho tiempo en decidir si renovar o cancelar la serie, por lo que los contratos de los actores expiraron, siendo Chando la única dispuesta a volver a firmar un nuevo contrato por la serie. La cadena anuncio la noticia en julio de 2013, luego de que Chando informara en Twitter e Instagram de la cancelación a los fanes de la serie. El último episodio de la serie se emitió el 12 de marzo de 2013. 
En 2017, se confirmó que I. Marlene King, quien fue la showrunner de Pretty Little Liars, estaría trabajando con ABC en la adaptación del libro de Shepard "The Heiresses" (la cual anteriormente se encontraba con un piloto en desarrollo en Bravo que finalmente se descartó) y contaría con Shay Mitchell (Emily Fields en Pretty Little Liars) como protagonista. En 2019 se dio a conocer que el proyecto no se llevaría a cabo.
El 25 de diciembre de 2017 se anunció que Freeform adaptaría la duología The Perfectionists para una serie de televisión con I. Marlene King como showrunner de la serie. Tiempo después se anunció que la serie no estaría completamente basada en los libros, ya que, esta serviría como una secuela y como el tercer spin-off de Pretty Little Liars, por lo cual se modificara la gran parte para poder vincularlo con el universo de Pretty Little Liars. Además, se anunció que Sasha Pieterse & Janel Parrish volverían a interpretar sus papeles de Alison DiLaurentis & Mona Vanderwaal respectivamente, como protagonistas de este nuevo spin-off el cual llevaría el título de Pretty Little Liars: The Perfectionists (Pequeñas Mentirosas: Perfeccionistas). La serie tuvo su estreno el 20 de marzo de 2019 y contó con varios personajes de The Perfectionists los cuales fueron interpretados por Sofia Carson, Sydney Park & Eli Brown, como los perfeccionistas: Ava Jalali, Caitlin Park-Lewis & Dylan Walker respectivamente, y a Kelly Rutherford & Chris Mason como Claire & Nolan Hotchkiss. Pese a las buena recepción por parte de la crítica profesional, El 27 de septiembre de 2019, Freeform canceló la serie tras una temporada.
En mayo de 2019, se anunció que Sara Shepard escribiría y produciría la webserie de Brat TV Crown Lake, protagonizada por Francesca Capaldi. la cual se estrenó el 20 de junio de 2019. Actualmente, su segunda temporada está en emisión.
El 3 de diciembre de 2019, Shepard publicó su novela para adultos más recientes, llamada REPUTATION.

## Obras

### Libros para jóvenes

#### Saga: Pretty Little Liars
- Pretty Little Liars (Pequeñas Mentirosas) (3 de octubre de 2006)
- Flawless (Secretos) (7 de marzo de 2007)
- Perfect (Venganza) (21 de agosto de 2007)
- Unbelievable (Rumores) (27 de mayo de 2008)
- Wicked (Malicia) (25 de noviembre de 2008)
- Killer (Confidencias) (20 de junio de 2009)
- Heartless (Crueldad) (19 de enero de 2010)
- Wanted (Confesión) (8 de junio de 2010)
- Twisted (Retorcida) (5 de julio de 2011)
- Ruthless (Implacable) (6 de diciembre de 2011)
- Stunning (Impresionante) (5 de junio de 2012)
- Burned  (Quemado) (4 de diciembre de 2012)
- Crushed (Aplastado) (4 de junio de 2013)
- Deadly (Mortal) (3 de diciembre de 2013)
- Toxic (Tóxica) (3 de junio de 2014)
- Vicious (Viciosa) (4 de diciembre de 2014)

#### Libros complementarios de Pretty Little Liars
- Alison's Pretty Little Diary (6 de septiembre de 2010)
- Pretty Little Secrets (3 de enero de 2012)
- Ali's Pretty Little Lies (2 de enero de 2013)
- Pretty Little Love (2017)
- Pretty Little Lost (2017)

#### Saga: The Lying Game
- The Lying Game (7 de diciembre de 2010)
- Never Have I Ever (2 de agosto de 2011)
- Two Truths and A Lie (7 de febrero de 2012)
- Hide and Seek (31 de julio de 2012)
- Cross My Heart, Hope To Die (5 de febrero de 2013)
- Seven Minutes in Heaven (30 de julio de 2013)

Libros Complementarios de The Lying Game
- The First Lie (18 de diciembre de 2012)
- True Lies (4 de junio de 2013)

#### Duología: The Perfectionists
- The Perfectionists (7 de octubre de 2014)
- The Good Girls (2 de junio de 2015)

#### The Heiresses
- The Heiresses (20 de mayo de 2014)

#### Saga: The Amateurs
- The Amateurs (1 de noviembre de 2016)
- Follow Me (2017)
- Last Seen (2018)

### Libros para adultos
- The Visibles (5 de mayo de 2009)
- Everything We Ever Wanted (10 de octubre de 2013)
- The Elizas (17 de abril de 2018)
- REPUTATION (3 de diciembre de 2019)

## Filmografía
| Año  | Título              | Personaje                    | Notas                                  |
| ---- | ------------------- | ---------------------------- | -------------------------------------- |
| 2010 | Pretty Little Liars | Ms. Shepard                  | Cameo ("The Homecoming Hangover" 1x07) |
| 2015 | Pretty Little Liars | News Reporter "Sara Shepard" | Cameo ("I'm a Good Girl, I Am" 5x24)   |

| Año           | Título     | Canal   | Notas                          |
| ------------- | ---------- | ------- | ------------------------------ |
| 2019-presente | Crown Lake | Brat TV | Web Series (También escritora) |